# Oratorio del Romito
L'oratorio del Romito è un luogo di culto cattolico dalle forme barocche, situato all'interno del parco di Villa Lalatta Costerbosa, nei pressi di Montechiarugolo, in provincia e diocesi di Parma; l'edificio sorge in prossimità del torrente Enza.

## Storia
Il piccolo oratorio originario fu costruito dai frati agostiniani della vicina abbazia di Santa Felicola tra l'XI e il XII secolo, a servizio dei viandanti; accanto al piccolo luogo di culto sorgeva all'epoca un modesto edificio destinato al "romito", ossia al monaco eremita addetto sia al controllo dell'adiacente guado sul torrente Enza sia alla custodia del tempio e del bosco circostante.
Durante gli scontri che nel 1313 opposero il conte Giovannino Sanvitale, alleato con i Baratti e i da Palù, a Giberto III da Correggio e al podestà di Parma, il monastero fu in gran parte distrutto dalle fiamme; inoltre, tre decenni dopo un'epidemia di peste nera decimò i religiosi, che si ridussero a due nel 1348, fino al completo abbandono della struttura nel 1360.
Intorno alla metà del secolo successivo il vescovo Delfino della Pergola incamerò, su autorizzazione pontificia, tutti i beni abbaziali, compresa la chiesa di San Sepolcro di Parma; tuttavia, soltanto cinque anni dopo il Papa annullò la concessione e assegnò ai Canonici Regolari Lateranensi, che si stabilirono in San Sepolcro, gli antichi possedimenti. L'oratorio fu invece donato nel 1530 dalla contessa Domitilla Trivulzio, vedova del conte di Montechiarugolo Francesco Torelli, ai francescani del vicino convento di Santa Maria delle Grazie, costruito nel 1523. Il papa Clemente VII approvò l'atto e consentì ai frati di utilizzare i proventi delle donazioni per ristrutturare l'antico tempio, che versava già in pessime condizioni. Ciò nonostante, pochi anni dopo l'edificio scomparve completamente, forse distrutto in una rappresaglia; al suo posto fu collocata nel 1579 una croce in legno, come prescritto dal vescovo di Rimini Giovanni Battista Castelli nel corso della sua visita pastorale.
Tra la fine del XVII e l'inizio del XVIII secolo, i frati ricostruirono completamente il piccolo luogo di culto dedicato all'Annunciazione della Beata Vergine, che fu completato sicuramente prima del 1713.
I francescani furono costretti ad abbandonare il convento e l'oratorio nel 1811, a causa dei decreti napoleonici relativi alla soppressione degli ordini religiosi; mentre il monastero fu adibito a caserma militare, l'oratorio con le terre annesse fu acquistato nel 1817 dal capitano Egidio Rossini, che trasformò in villa neoclassica l'edificio a monte del luogo di culto.
Nel 1843 la tenuta fu alienata al giudice Remigio Villa, che intraprese una colossale opera di arginatura del torrente Enza, per ampliare i terreni coltivabili; tuttavia, pochi anni dopo una rovinosa piena devastò i terrapieni, costringendo nel 1867 il proprietario a svendere all'asta ogni bene. L'acquirente risultò l'agente Lombardini, su incarico del conte Antonio Costerbosa, che desiderava adibire la villa a residenza estiva per la famiglia. Nel 1869 il piccolo tempio, da anni privo degli arredi sacri, fu risistemato per volere di Antonio e infine benedetto il 13 maggio.
Il Conte scomparve nel 1872 e gli subentrò la figlia Faustina, moglie del marchese Antonio Lalatta, la quale, divenuta ufficialmente proprietaria l'anno seguente, avviò una serie di lavori di ristrutturazione e decorazione della villa e di trasformazione dell'oratorio del Romito in cappella gentilizia; le opere furono completate nel 1879. Alla morte della Contessa nel 1893, ereditò i suoi beni il figlio Carlo, il quale, su disposizione di Faustina, aveva unito al cognome paterno quello materno.
Verso la fine del XX secolo, il luogo di culto fu sottoposto a lavori di consolidamento strutturale, che comportarono la demolizione della volta a botte di copertura; nel corso dell'opera furono rinvenuti sul fondo del presbiterio alcuni affreschi tardo-seicenteschi.

## Descrizione
Il piccolo oratorio si sviluppa su un impianto a navata unica, con ingresso preceduto da pronao.
La simmetrica facciata a capanna, rivestita in laterizio, è caratterizzata dalla presenza dell'ampio portico a campata unica, aperto su ciascuno dei tre lati attraverso un'arcata a sesto ribassato retta da massicci pilastri; al suo interno si apre, tra due finestre rettangolari, il portale d'ingresso; accanto sono murate alcune lapidi a testimonianza della ristrutturazione tardo ottocentesca, mentre il pavimento in cotto è decorato con una croce; più in alto è collocato al centro del prospetto un piccolo oculo.
All'interno la navata è coperta da un soffitto a due falde retto da travetti; in corrispondenza del piano d'imposta della volta a botte, demolita alla fine del XX secolo, corre un cornicione perimetrale intonacato.
Il presbiterio, sopraelevato di alcuni gradini, è preceduto da un'ampia arcata a tutto sesto; al centro si innalza l'altare maggiore, con paliotto in scagliola raffigurante l'Annunciazione di Maria, datato 1713; sul fondo, ai lati dell'ancona neoclassica, si trovano due affreschi seicenteschi rappresentanti due Evangelisti, mentre in sommità, sopra al frontone della pala d'altare, la lunetta è decorata con un grande affresco raffigurante l'Annunciazione della Beata Vergine, risalente anch'esso alla fine del XVII secolo.